# Poroșcovo, Pereciîn
Poroșcovo (în ucraineană Порошково) este localitatea de reședință a comunei Poroșcovo din raionul Pereciîn, regiunea Transcarpatia, Ucraina.

## Demografie
Componența lingvistică a localității Poroșcovo
     Ucraineană (92,93%)
     Română (5,7%)
     Alte limbi (1,2%)
Conform recensământului din 2001, majoritatea populației localității Poroșcovo era vorbitoare de ucraineană (92,93%), existând în minoritate și vorbitori de română (5,7%). Dar populația locală nu știau nimic despre limba română până 2008, și ei în dialectul lor zic că vorbesc volohă. Acumă știm că vorbesc un dialect român arhaic.